# 三大球
三大球，中国体育专有名词，特指足球、篮球、排球，受苏联运动文化影响而普及，这三项国际流行度很高，在中国也很受重视的集体球类项目。

## 介绍
中国体育一直将振兴三大球作为中国体育发展的一项重要指标，中国国家体育总局认为三大球的羸弱是中国体育从「体育大国」、「金牌强国」走向体育强国的主要阻碍。
与其他体育运动相比，对三大球的重视程度较高。比如在中国最重要的体育赛事中华人民共和国全国运动会的计分体系中，在2013年辽宁全运会上启动「321奖牌分配体系」，冠军获金牌3枚、亚军获金牌2枚、季军获金牌1枚，以此类推，第四名获银牌3枚、第五名获银牌2枚、第六名获银牌1枚，第七名获铜牌3枚、第八名获铜牌2枚、第九名获铜牌1枚，以此来提高中国地方各省(区)市对三大球项目的重视和投入。